# Erzählen und kein Ende
Erzählen und kein Ende. Versuche zu einer Ästhetik des Alltags ist ein Buch von Uwe Timm. Es enthält fünf Vorlesungen, in denen Timm seine poetologischen und ästhetischen Grundpositionen sowie seine persönliche Arbeitsweise darstellt. Er hielt diese Vorlesungen im Wintersemester 1991/92 auf Einladung des Germanisten Manfred Durzak im Rahmen einer Poetikdozentur an der Universität Paderborn. Es ist sein erstes Buch dieser Art; 2009 folgte der Vorlesungsband Von Anfang und Ende. Der Band erschien, fast gleichzeitig mit seiner Novelle Die Entdeckung der Currywurst, am 1. Januar 1993 beim Verlag Kiepenheuer & Witsch. Timm tritt darin für eine engagierte, subjektive, dem mündlichen Erzählen und dem Alltag nahestehende Erzählliteratur ein.

## Titel der einzelnen Vorlesungen
1. Der Autor, das Schreiben, die Maschine oder Der Apfel in der Schublade
2. Die Biographie der Wörter oder Alles O.K.?
3. Über Lüge und Wahrheit oder Die Geschichte von dem König mit dem Judenstern
4. Im Laufe der Zeit oder Der schöne Überfluss
5. Das Geflüster der Generationen oder Der wunderbare Konjunktiv

## Quelle
Erzählen und kein Ende, Uwe Timm. Köln: Kiepenheuer & Witsch 1993, ISBN 3-462-02236-9